# Sachiko de Hisa
Sachiko de Hisa (em japonês: 久宮祐子内親王; romaniz.: Hisa-no-miya Sachiko Naishinno) foi a segunda filha do imperador do Japão Hirohito e sua esposa, imperatriz Kōjun. Seu nome pessoal era Sachiko, e seu título era Hisa-no-miya. A Princesa Shigeko era sua irmã mais velha; seus irmãos mais novos nasceram após sua morte.
Sachiko morreu em 1928 de pneumonia, aos 5 meses e 27 dias de idade.

## Biografia
A princesa Sachiko Hisanomiya nasceu em 10 de setembro de 1927, às 4h42 da manhã, no Palácio Akasaka, como o segundo filho e asegunda princesa do Imperador Shōwa e da Imperatriz Kōjun. Ela tinha 50,8 cm de altura e pesava 3300 gramas.
Em 16 de setembro, após a cerimônia do banho às 9h, ela foi nomeada "Hisa-no-miya" e "Sachiko" na cerimônia de nomeação às 11h. Este título e seu nome foram escolhidos por seu pai entre três candidatos. A origem é "ekikyō" (易経). Ela usou o mesmo personagem que a terceira princesa do Imperador Gosuzaku, o nome da primeira princesa era Ryōko (compartilhando o segundo personagem) e ela também usou o mesmo personagem que sua mãe, a Imperatriz Kōjun. Sua espada protetora foi feita por Teiichi Tsukiyama. Em 17 de dezembro do mesmo ano, ela fez sua primeira excursão quando a Imperatriz Kōjun visitou o Palácio Imperial do Imperador Taishō com sua irmã mais velha, a então Princesa Imperial Teru-no-miya Shigeko, para prestar homenagens.↑ 

## Doença e morte
Ela foi amamentada pela mãe e estava crescendo bem. Em 3 de março de 1928, ela planejava comparecer ao seu primeiro festival em grande escala. Seus pais prepararam 30 tipos de doces hina, e presentes foram preparados pela família Kuninomiya, a casa familiar da Imperatriz, e pelas princesas do Imperador Meiji, que se tornaram consortes do Palácio Imperial.
Na manhã de 27 de fevereiro, ela desenvolveu uma febre alta repentina. Os sintomas de eczema que estavam presentes no passado pioraram, e também foi observado inchaço do gânglio linfático submandibular direito e foi feito o diagnóstico de catarro faríngeo. A celebração do feriado de Ano Novo foi adiada, com a Imperatriz e os médicos da corte cuidando da condição dela.
No dia 4 de março, sua temperatura subiu novamente para cerca de 39 °C, e havia suspeita de sepse. A imperatriz e suas damas de companhia tiveram que ficar de vigília para cuidar dela. Ao mesmo tempo, seu pai também havia apresentado um aumento da temperatura, mas era devido a um resfriado. Na tarde do dia 5, sua condição física parecia ter se recuperado, mas após a manhã do dia 6, a febre voltou novamente. Os eventos planejados para o aniversário da Imperatriz naquele dia foram cancelados, e seus avós maternos, que estavam hospedados em Atami, foram solicitados a retornar a Tóquio à meia-noite.
Às 16h do dia 7, foi diagnosticada com uma complicação de sepse. Às 3h30 da madrugada do dia seguinte, seu quadro de saúde piorou e Shihako veio a falecer às 3h38 no Palácio Akasaka. Ela tinha 5 meses e 27 dias de idade.
Mais tarde, transmissões de entretenimento e eventos do Dia da Memória do Exército foram suspensos voluntariamente. O artigo 17 da Portaria Funerária Imperial não se aplicava a Sachiko, que tinha menos de sete anos, então um funeral simples foi realizado em 13 de março, e ela foi enterrada no Cemitério Toshimagaoka. O principal enlutado foi Yahachi Kawai, o administrador doméstico da Imperatriz.  Em 19 de março, o Imperador e a Imperatriz, acompanhados pela irmã mais velha de Sachiko, Shigeko, visitaram o cemitério e prestaram suas homenagens no túmulo de Sachiko.
A Imperatriz Kōjun disse que, por causa do imenso pesar, ela segurou uma boneca do mesmo peso por um tempo depois. A imperatriz também concedeu uma bolsa à Keifukukai (Fundação Imperial de Doações da Corporação de Bem-Estar Social, Associação de Cuidados Infantis de Keifuku) e a organização estabeleceu o "Fundo de Proteção à Criança Comemorativa da Falecida Princesa Sachiko Hisa-no-miya", que criou instalações em todo o país bem como no exterior.

## Ancestralidade
|  |                                |  |  |  |  |  |  |  |  |  |  |  |  |  |  |  |
|  | 8. Meiji                       |  |  |  |  |  |  |  |  |  |  |  |  |  |  |  |
|  |                                |  |  |  |  |  |  |  |  |  |  |  |  |  |  |  |
|  |                                |  |  |  |  |  |  |  |  |  |  |  |  |  |  |  |
|  | 4. Imperador Yoshihito Taishō  |  |  |  |  |  |  |  |  |  |  |  |  |  |  |  |
|  |                                |  |  |  |  |  |  |  |  |  |  |  |  |  |  |  |
|  |                                |  |  |  |  |  |  |  |  |  |  |  |  |  |  |  |
|  | 9. Yanagihara Naruko           |  |  |  |  |  |  |  |  |  |  |  |  |  |  |  |
|  |                                |  |  |  |  |  |  |  |  |  |  |  |  |  |  |  |
|  |                                |  |  |  |  |  |  |  |  |  |  |  |  |  |  |  |
|  | 2. Imperador Hirohito          |  |  |  |  |  |  |  |  |  |  |  |  |  |  |  |
|  |                                |  |  |  |  |  |  |  |  |  |  |  |  |  |  |  |
|  |                                |  |  |  |  |  |  |  |  |  |  |  |  |  |  |  |
|  | 10. Príncipe Kujō Michitaka    |  |  |  |  |  |  |  |  |  |  |  |  |  |  |  |
|  |                                |  |  |  |  |  |  |  |  |  |  |  |  |  |  |  |
|  |                                |  |  |  |  |  |  |  |  |  |  |  |  |  |  |  |
|  | 5. Imperatriz Sadako Kujō      |  |  |  |  |  |  |  |  |  |  |  |  |  |  |  |
|  |                                |  |  |  |  |  |  |  |  |  |  |  |  |  |  |  |
|  |                                |  |  |  |  |  |  |  |  |  |  |  |  |  |  |  |
|  | 11. Dama Ikuko Noma            |  |  |  |  |  |  |  |  |  |  |  |  |  |  |  |
|  |                                |  |  |  |  |  |  |  |  |  |  |  |  |  |  |  |
|  |                                |  |  |  |  |  |  |  |  |  |  |  |  |  |  |  |
|  | 1. Sachiko, Princesa Hisa      |  |  |  |  |  |  |  |  |  |  |  |  |  |  |  |
|  |                                |  |  |  |  |  |  |  |  |  |  |  |  |  |  |  |
|  |                                |  |  |  |  |  |  |  |  |  |  |  |  |  |  |  |
|  | 12. Príncipe Asahiko           |  |  |  |  |  |  |  |  |  |  |  |  |  |  |  |
|  |                                |  |  |  |  |  |  |  |  |  |  |  |  |  |  |  |
|  |                                |  |  |  |  |  |  |  |  |  |  |  |  |  |  |  |
|  | 6. Kuni Kuniyoshi              |  |  |  |  |  |  |  |  |  |  |  |  |  |  |  |
|  |                                |  |  |  |  |  |  |  |  |  |  |  |  |  |  |  |
|  |                                |  |  |  |  |  |  |  |  |  |  |  |  |  |  |  |
|  | 13. Dama Makiko Izumi          |  |  |  |  |  |  |  |  |  |  |  |  |  |  |  |
|  |                                |  |  |  |  |  |  |  |  |  |  |  |  |  |  |  |
|  |                                |  |  |  |  |  |  |  |  |  |  |  |  |  |  |  |
|  | 3. Imperatriz Nagako de Kuni   |  |  |  |  |  |  |  |  |  |  |  |  |  |  |  |
|  |                                |  |  |  |  |  |  |  |  |  |  |  |  |  |  |  |
|  |                                |  |  |  |  |  |  |  |  |  |  |  |  |  |  |  |
|  | 14. Príncipe Shimazu Tadayoshi |  |  |  |  |  |  |  |  |  |  |  |  |  |  |  |
|  |                                |  |  |  |  |  |  |  |  |  |  |  |  |  |  |  |
|  |                                |  |  |  |  |  |  |  |  |  |  |  |  |  |  |  |
|  | 7. Princesa Chikako Shimazu    |  |  |  |  |  |  |  |  |  |  |  |  |  |  |  |
|  |                                |  |  |  |  |  |  |  |  |  |  |  |  |  |  |  |
|  |                                |  |  |  |  |  |  |  |  |  |  |  |  |  |  |  |
|  | 15. Lady Sumako Yamazaki       |  |  |  |  |  |  |  |  |  |  |  |  |  |  |  |
|  |                                |  |  |  |  |  |  |  |  |  |  |  |  |  |  |  |
|  |                                |  |  |  |  |  |  |  |  |  |  |  |  |  |  |  |